# Fotografía sociodocumental

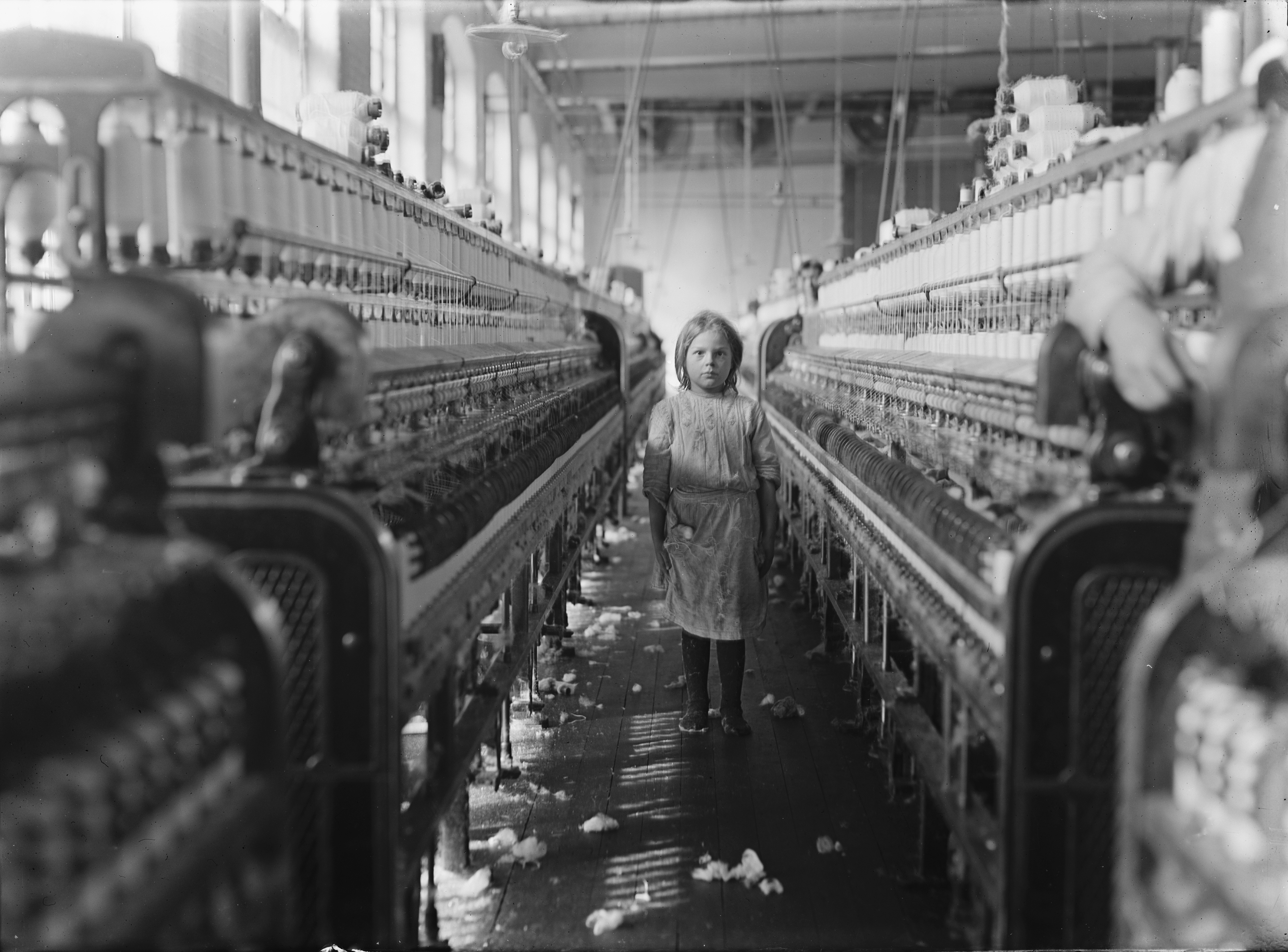
Niña trabajadora (Lewis Hine, Estados Unidos, 1908).

La fotografía sociodocumental, también conocida como concerned photography, se refiere a todas las áreas de interés de la actualidad informativa como guerras, hambrunas, desastres naturales y sociales. El término define, así pues a aquellas imágenes que retratan periodos de tiempo de crisis de la sociedad, que al ser publicadas se convierten en legado para la reflexión.
En 1967 Cornell Capa denominó a este tipo de fotografía humanista como Concerned Photography, al crear una fundación con ese nombre y organizar exposiciones con este tema en el Centro internacional de Fotografía (ICP). La primera exposición contaba con obras de los fotoperiodistas: Robert Capa, Werner Bischof, David Seymour, André Kertész, Leonard Freed y Dan Weiner.
Este tipo de fotografía refiere sus orígenes a la fotografía documental de tipo social realizada por fotógrafos como Jacob Riis en sus reportajes sobre las condiciones de vida en los barrios bajos en Estados Unidos a finales del siglo XIX o Lewis Hine al fotografiar las condiciones laborales de los trabajadores y el trabajo infantil a principios del siglo XX.
Entre los autores de fotografías con este mensaje se encuentran los miembros de la agencia Magnum, W. Eugene Smith, Sebastiao Salgado, Manuel Rivera-Ortiz o Kim Manresa. También se considera a Henri Cartier Bresson, Robert Doisneau y Willy Ronis entre los iniciadores del movimiento.